# Daphne limprichtii
Daphne limprichtii är en tibastväxtart som beskrevs av H. Winkler. Daphne limprichtii ingår i släktet tibaster, och familjen tibastväxter. Inga underarter finns listade i Catalogue of Life.